# Dusona alpigena
Dusona alpigena är en stekelart som beskrevs av Hinz 1972. Dusona alpigena ingår i släktet Dusona och familjen brokparasitsteklar. Inga underarter finns listade i Catalogue of Life.